# آرثر ديكسون
آرثر ديكسون (بالإنجليزية: Arthur Dixon)‏ (5 أكتوبر 1879 في المملكة المتحدة - 1946) هو لاعب كرة قدم بريطاني (وحمل سابقاً جنسية المملكة المتحدة لبريطانيا العظمى وأيرلندا) في مركز الدفاع. لعب مع توتنهام هوتسبير ونادي بيرنلي ونادي نيلسون وTrawden Forest F.C. ‏ ونادي برادفورد بارك أفنيو.